# Nipponomyia sumatrana
Nipponomyia sumatrana là một loài ruồi trong họ Pediciidae. Chúng phân bố ở vùng Indomalaya.